# Jarmila Čapková
Jarmila Čapková, rozená Pospíšilová, (24. ledna 1889 Královské Vinohrady – 10. prosince 1962 Praha) byla česká překladatelka, manželka výtvarníka a spisovatele Josefa Čapka.

## Život

### Mládí
Narodila se v rodině pražského advokáta Jaroslava Pospíšila a jeho manželky Zdenky, rozené Bursíkové. Její mladší bratr Jaroslav (1890–1909) zemřel předčasně.
Rodiče si představovali její vzdělání v oblasti rodinné a hudební výchovy a se znalostí cizího jazyka. Nechtěli, aby šla studovat Uměleckoprůmyslovou školu, ona si toto studium od školního roku 1909–1910 vymohla, ale nedokončila. Na škole se setkala se svým budoucím manželem Josefem Čapkem, který zde studoval již od roku 1904.

### Život s Josefem Čapkem
Po devítileté známosti se vdala za Josefa Čapka. Sňatek se konal 3. května 1919 v kostele sv. Ludmily na Vinohradech. V té době bydleli novomanželé s bratrem Josefa Karlem Čapkem v bytě rodičů v Říční ulici v Praze; když se jim narodila jediná dcera Alena Čapková, provdaná Dostálová (1923–1971), žili u matky Jarmily Čapkové, Zdenky Pospíšilové, na Purkyňově náměstí (dnes náměstí Míru). V roce 1925 se oba bratři Čapkové přestěhovali do novostavby dvojdomu v Úzké ulici (dnešní ulici Bratří Čapků) na pražských Vinohradech.
V manželství upozadila Jarmila Čapková svou osobnost i své umělecké ambice. Zůstala ženou v domácnosti, její překlady z francouzštiny byly jen občasné.

### Za okupace
Josef Čapek byl 1. září 1939 zatčen a uvězněn. Zemřel krátce před osvobozením v koncentračním táboře Bergen-Belsen.
Polovinu dvojdomu v Úzké ulici, která patřila Josefu Čapkovi, zabral v roce 1943 příslušník SS Faulhaber pro svou rodinu. V jednopokojovém suterénním bytu, který jí byl náhradou přidělen, uskladnila pouze část nábytku; po vystěhování žila i s dcerou Alenou u své matky. Obrazy Josefa Čapka uschoval statečný soused z protější vily Ing. Josef Sameš, který Jarmile Čapkové pomohl i v roce 1945 svým automobilem, když odjela hledat stopy Josefa Čapka. Do svého domu se Jarmila Čapková vrátila až po válce.

### Po roce 1945
Po celou okupaci i poté ale Jarmila Čapková věřila v návrat svého manžela. Ve svých vzpomínkách uvedla, jak po osvobození pravidelně chodila k pražskému Lékařskému domu, kam přijížděly autobusy s navracejícími se vězni z koncentračních táborů. Již v červnu 1945 se vydala hledat stopy přímo v Bergen-Belsenu a jela tam pátrat doprovázena Rudolfem Margoliem. O úmrtí manžela získávala rozporné informace, např. v červenci 1945 od E. F. Buriana, že Josef Čapek žil ještě po osvobození. Podruhé se vydala do Německa na podzim 1947. Pátrala bezvýsledně, až do prosince 1947.
Pečovala nadále o manželův odkaz. V roce 1947 se stala spoluzakladatelkou Společnosti bratří Čapků, pátrala po nezvěstném díle Josefa Čapka. V té době již opět žila v domě v dnešní ulici Bratří Čapků. Podle přání Josefa Čapka, které vyjádřil v dopise z koncentračního tábora, zničila některé obrazy, které Čapek považoval za nepovedené nebo nehotové. Její vzpomínky vyšly knižně až posmrtně, v roce 1998.

## Dílo
Překlady:
- Kdosi umřel (román, Jules Romains; doslov o autorovi napsal Karel Čapek; upravil a obálku vyryl Josef Čapek, Praha: Aventinum - Otakar Štorch-Marien, Praha, 1921)
- Svatební píseň (román, autor Jacques Chardonne, vydal Rudolf Škeřík, Praha, 1922–1923)
- Na pensi - Bouvard a Pécuchet (autor Gustave Flaubert, vydal Otakar Štorch-Marien, Praha, 1930)
- Dáma za volantem (autor Jean de Létraz, komedie, uvedlo Komorní divadlo Praha, 1931)[13]

Vlastní dílo:
- Vzpomínky (vydal Torst, Praha, 1998)

## Filmografie
Podle knihy Vzpomínky Jarmily Čapkové byl v roce 2014 režisér Josef Císařovský hraný dokument Ztracen 1945. Jarmilu Čapkovou představovaly Taťjana Medvecká a Anna Císařovská, Josefa Čapka hrál Saša Rašilov ml.
Dokumentární film České televize Heftlink Josef Čapek z roku 2012 byl též inspirován jejími vzpomínkami.